# ASEAN Club Championship 2003
Die ASEAN Club Championship 2003 war die erste Ausgabe der ASEAN Club Championship. An dem internationalen Fußballwettbewerb nahmen 11 Mannschaften aus zehn Mitgliedsverbänden der ASEAN Football Federation teil. Der East Bengal FC nahm als Gastmannschaft der South Asian Football Federation teil. Ausgetragen wurde der Wettbewerb in Indonesien.

## Teilnehmende Verbände
| Verband     | Mannschaften | Anmerkung      |
| ----------- | ------------ | -------------- |
| Indonesien  | 2            |                |
| Kambodscha  | 1            |                |
| Myanmar     | 1            |                |
| Malaysia    | 1            |                |
| Singapur    | 1            |                |
| Brunei      | 1            |                |
| Vietnam     | 1            |                |
| Laos        | 1            |                |
| Thailand    | 1            |                |
| Philippinen | 1            |                |
| Indien      | 1            | Gastmannschaft |

## Teilnehmende Mannschaften
| Mannschaft                | Anmerkung                       |
| ------------------------- | ------------------------------- |
| PS Petrokimia Putra       | Meister 2002                    |
| Persita Tangerang         | Vizemeister 2002                |
| Samart United             | Meister 2002                    |
| Finance and Revenue FC 1  | Meister 2002                    |
| Perak FC                  | Meister 2002                    |
| Singapore Armed Forces FC | Meister 2002                    |
| Brunei DPMM FC            | Meister 2002                    |
| Hoàng Anh Gia Lai         | Meister 2001/02                 |
| MCTPC FC                  | Meister 2002                    |
| BEC Tero Sasana FC        | Meister 2001/02                 |
| Philippine Army FC        | Meister 2002                    |
| East Bengal FC            | Meister 2002/03, Gastmannschaft |

1 Vor Beginn der Veranstaltung zog sich der Verein zurück.

## Austragungsorte
| Stadion                   | Standort |
| ------------------------- | -------- |
| Petrokimia Stadium        | Gresik   |
| Gelora-Bung-Karno-Stadion | Jakarta  |

## Gruppenphase

### Gruppe A

#### Tabelle
| Pl. | Verein              | Sp. | S | U | N | Tore    | Diff. | Punkte |
| --- | ------------------- | --- | - | - | - | ------- | ----- | ------ |
| 1.  | PS Petrokimia Putra | 1   | 1 | 0 | 0 | 002:000 | +2    | 03     |
| 2.  | Samart United       | 1   | 0 | 0 | 1 | 000:200 | −2    | 0      |

#### Spiele
| Datum         |               | Ergebnis |                     |
| ------------- | ------------- | -------- | ------------------- |
| 13. Juli 2003 | Samart United | 0:2      | PS Petrokimia Putra |

### Gruppe B

#### Tabelle
| Pl. | Verein                    | Sp. | S | U | N | Tore    | Diff. | Punkte |
| --- | ------------------------- | --- | - | - | - | ------- | ----- | ------ |
| 1.  | Perak FC                  | 2   | 2 | 0 | 0 | 005:000 | +5    | 06     |
| 2.  | Singapore Armed Forces FC | 2   | 0 | 1 | 1 | 002:400 | −2    | 01     |
| 3.  | Brunei DPMM FC            | 2   | 0 | 1 | 1 | 002:500 | −3    | 01     |

#### Spiele
| Datum         |                           | Ergebnis |                           |
| ------------- | ------------------------- | -------- | ------------------------- |
| 13. Juli 2003 | Singapore Armed Forces FC | 0:2      | Perak FC                  |
| 15. Juli 2003 | Perak FC                  | 3:0      | Brunei DPMM FC            |
| 17. Juli 2003 | Brunei DPMM FC            | 2:2      | Singapore Armed Forces FC |

### Gruppe C

#### Tabelle
| Pl. | Verein            | Sp. | S | U | N | Tore    | Diff. | Punkte |
| --- | ----------------- | --- | - | - | - | ------- | ----- | ------ |
| 1.  | Persita Tangerang | 2   | 2 | 0 | 0 | 007:200 | +5    | 06     |
| 2.  | Hoàng Anh Gia Lai | 2   | 1 | 0 | 1 | 003:300 | ±0    | 03     |
| 3.  | MCTPC FC          | 2   | 0 | 0 | 2 | 002:500 | −3    | 0      |

#### Spiele
| Datum         |                   | Ergebnis |                   |
| ------------- | ----------------- | -------- | ----------------- |
| 14. Juli 2003 | Persita Tangerang | 2:1      | Hoàng Anh Gia Lai |
| 16. Juli 2003 | Hoàng Anh Gia Lai | 2:1      | MCTPC FC          |
| 18. Juli 2003 | MCTPC FC          | 1:5      | Persita Tangerang |

### Gruppe D

#### Tabelle
| Pl. | Verein             | Sp. | S | U | N | Tore    | Diff. | Punkte |
| --- | ------------------ | --- | - | - | - | ------- | ----- | ------ |
| 1.  | BEC Tero Sasana FC | 2   | 2 | 0 | 0 | 004:000 | +4    | 06     |
| 2.  | East Bengal FC     | 2   | 1 | 0 | 1 | 006:100 | +5    | 03     |
| 3.  | Philippine Army FC | 2   | 0 | 0 | 2 | 000:900 | −9    | 0      |

#### Spiele
| Datum         |                    | Ergebnis |                    |
| ------------- | ------------------ | -------- | ------------------ |
| 14. Juli 2003 | BEC Tero Sasana FC | 1:0      | East Bengal FC     |
| 16. Juli 2003 | East Bengal FC     | 6:0      | Philippine Army FC |
| 18. Juli 2003 | Philippine Army FC | 0:3      | BEC Tero Sasana FC |

## Viertelfinale
| Datum         |                     | Ergebnis  |                           |
| ------------- | ------------------- | --------- | ------------------------- |
| 20. Juli 2003 | PS Petrokimia Putra | 3:2 n. V. | Singapore Armed Forces FC |
| 20. Juli 2003 | Persita Tangerang   | 1:2       | East Bengal FC            |
| 21. Juli 2003 | Perak FC            | 2:0       | Samart United             |
| 21. Juli 2003 | BEC Tero Sasana FC  | 2:1       | Hoàng Anh Gia Lai         |

## Halbfinale
| Datum         |                     | Ergebnis              |                    |
| ------------- | ------------------- | --------------------- | ------------------ |
| 24. Juli 2003 | PS Petrokimia Putra | 1:1 n. V. (6:7 i. E.) | East Bengal FC     |
| 24. Juli 2003 | Perak FC            | 1:3                   | BEC Tero Sasana FC |

## Spiel um Platz 3
| Datum         |                     | Ergebnis |          |
| ------------- | ------------------- | -------- | -------- |
| 26. Juli 2003 | PS Petrokimia Putra | 3:0      | Perak FC |

## Finale
| Datum         |                | Ergebnis |                    |
| ------------- | -------------- | -------- | ------------------ |
| 26. Juli 2003 | East Bengal FC | 3:1      | BEC Tero Sasana FC |

| Paarung        | East Bengal FC – BEC Tero Sasana FC                                                                 |
| Ergebnis       | 3:1 (1:0)                                                                                           |
| Datum          | 26. Juli 2003                                                                                       |
| Stadion        | Gelora-Bung-Karno-Stadion, Jakarta, Indonesien                                                      |
| Schiedsrichter | Jimmy Napitupulu ( Indonesien)                                                                      |
| Tore           | 1:0 Mike Okoro (28.) 2:0 Baichung Bhutia (47.) 2:1 Panai Kongpraphan (58.) 3:1 Alvito D’Cunha (68.) |

## Platzierung
| Platz    | Mannschaft          |
| -------- | ------------------- |
| 1. Platz | East Bengal FC      |
| 2. Platz | BEC Tero Sasana FC  |
| 3. Platz | PS Petrokimia Putra |
| 4. Platz | Perak FC            |